# Tirta Gangga
Pour l’article ayant un titre homophone, voir Ganga.
Ne doit pas être confondu avec Gangga.
Tirta Gangga est un ancien palais royal de l'est de Bali, en Indonésie, situé à environ 5 kilomètres de Karangasem. Il est connu pour son palais de l'eau, propriété de Karangasem Royal.

## Historique
Tirta Gangga est un site de révérence pour les Balinais hindous. Strictement, le nom fait référence au palais de l'eau construit en 1948 par le raja de Karangasem, Anak Agung Agung Anglurah Ketut Karangasem. C'est cependant le nom largement utilisé pour désigner la zone générale qui comprend le palais de l'eau et les zones rurales luxuriantes qui l'entourent. Le palais d'eau de Tirta Gangga est un labyrinthe de piscines et de fontaines entouré d'un jardin luxuriant et de statues en pierre et autres sculptures. Le complexe d'un hectare a été construit en 1946 par le roi de Karangsem mais a été presque entièrement détruit par l'éruption du mont Agung en 1963. Il a été reconstruit et restauré par la suite.
La pièce maîtresse du palais est une fontaine à onze étages. De nombreuses sculptures et statues ornent les jardins. La région autour de Tirta Gangga est connue pour ses rizières en terrasses.

## Galerie de photographies

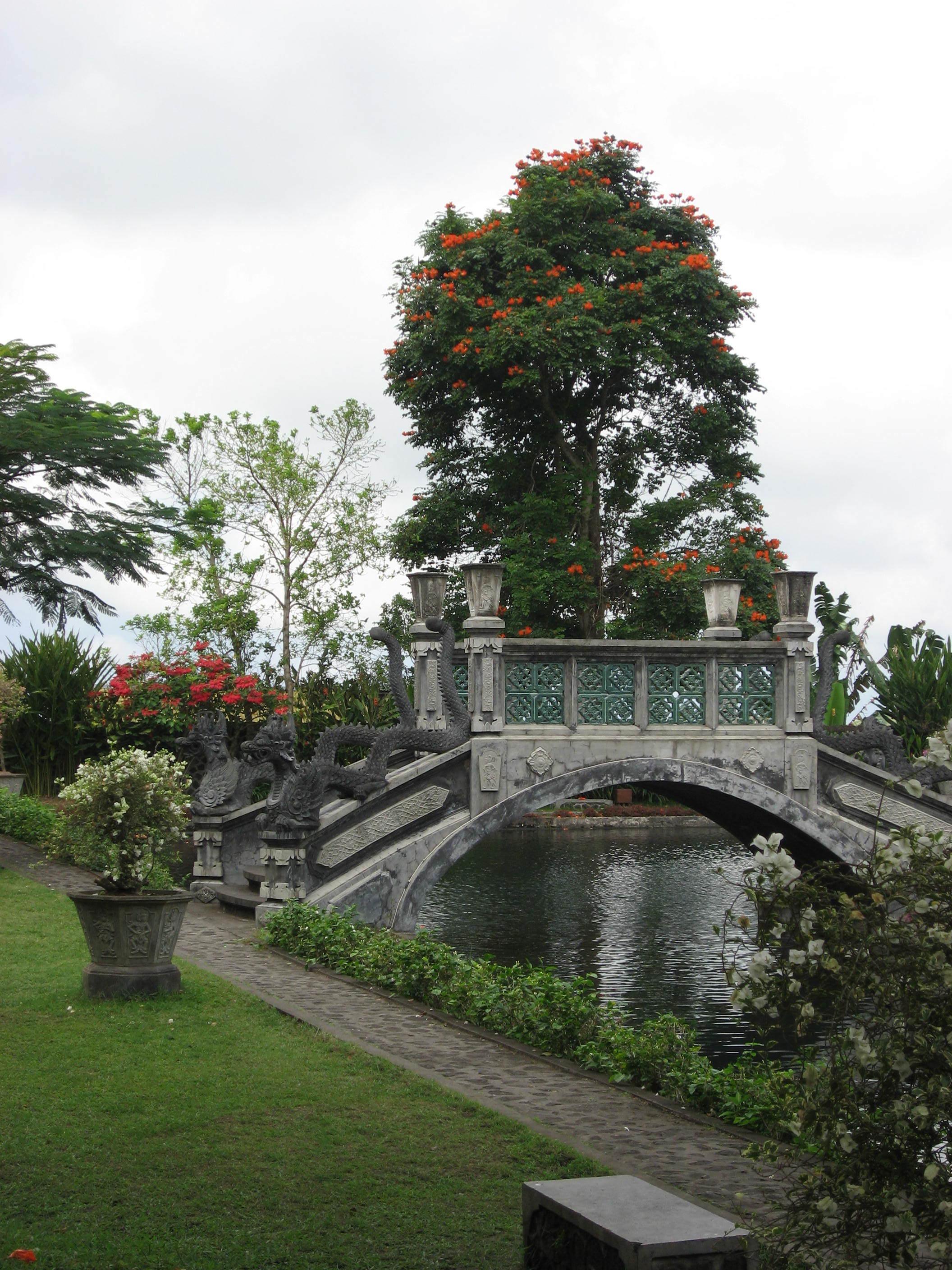
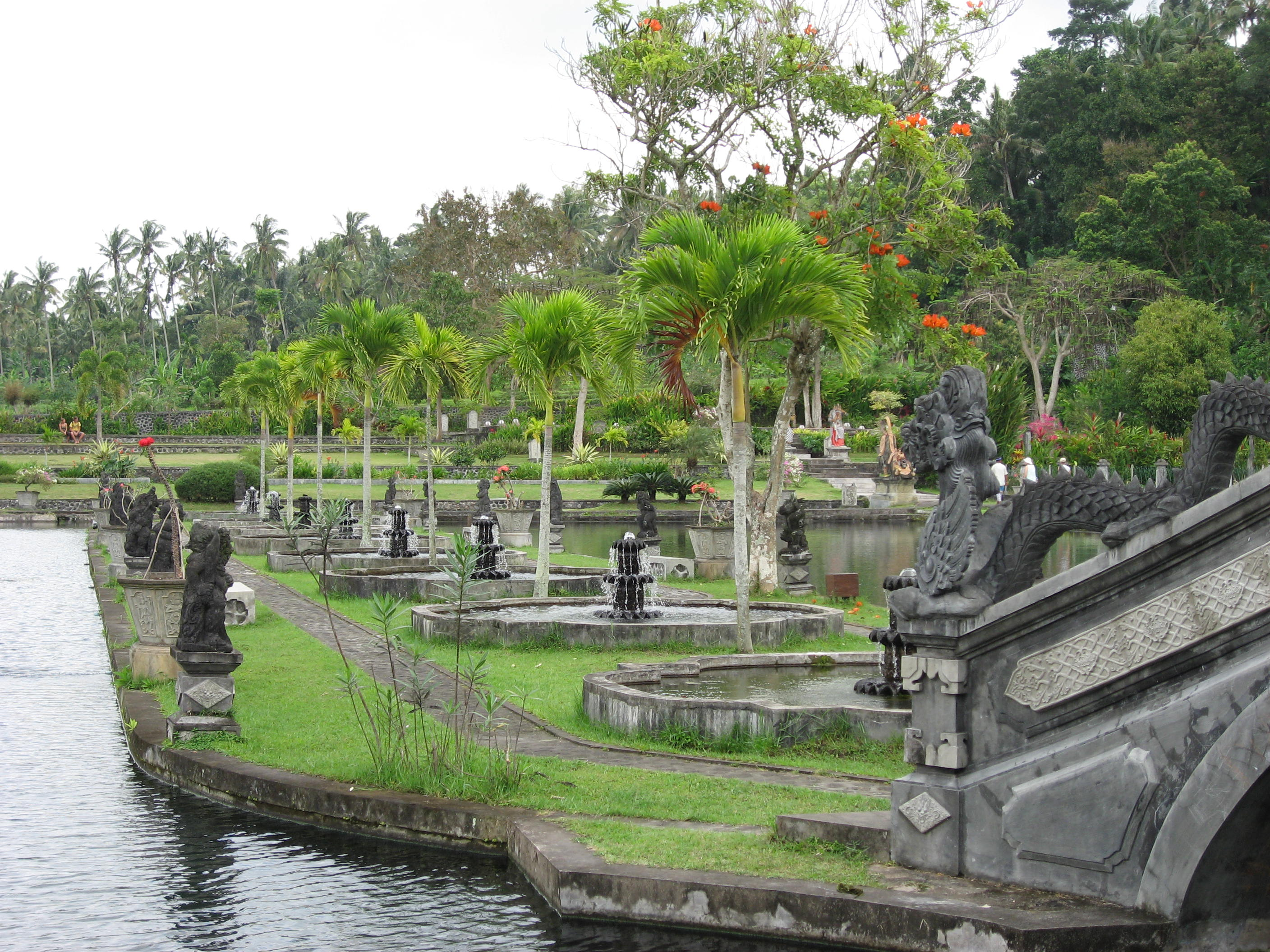
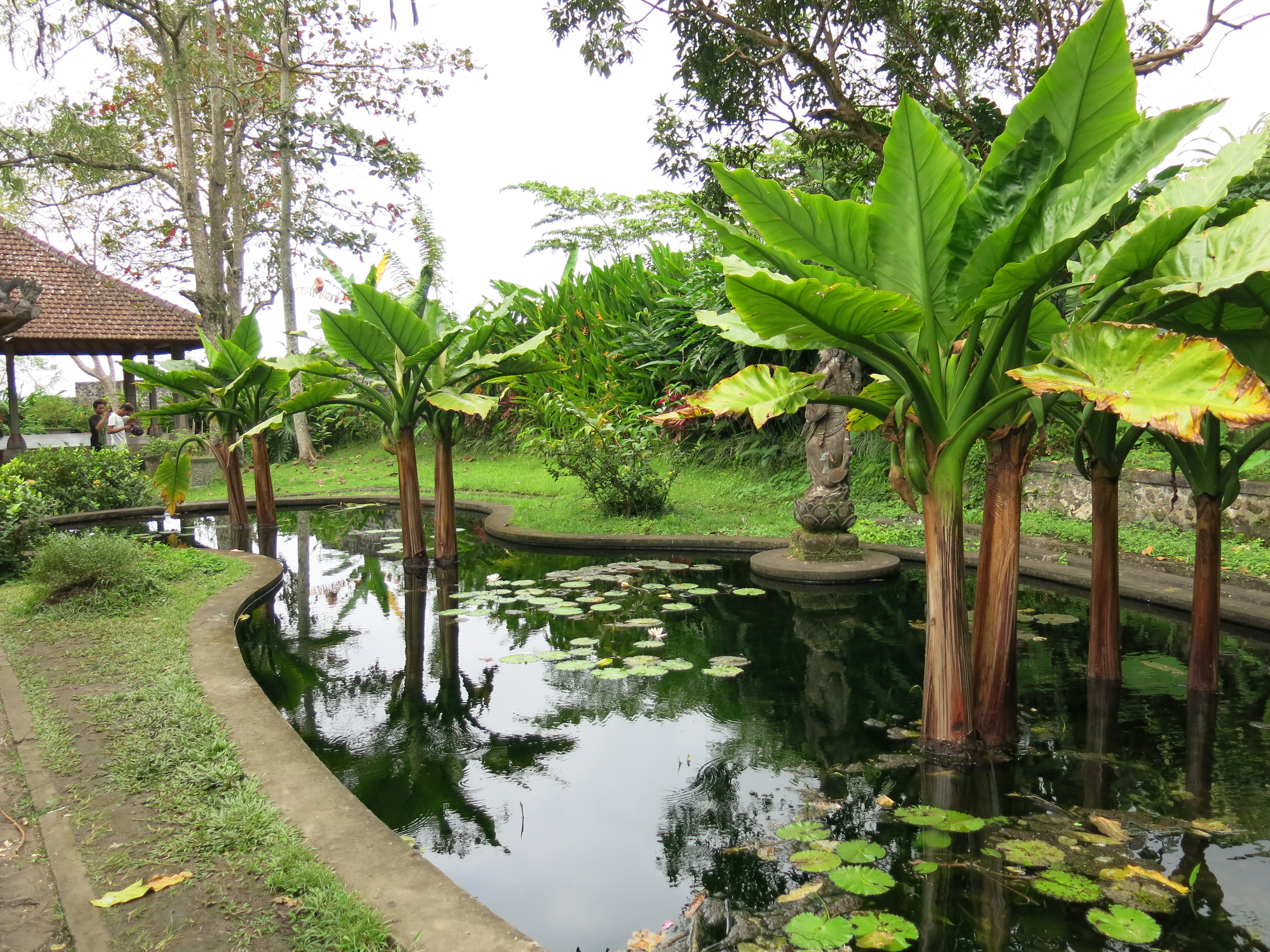
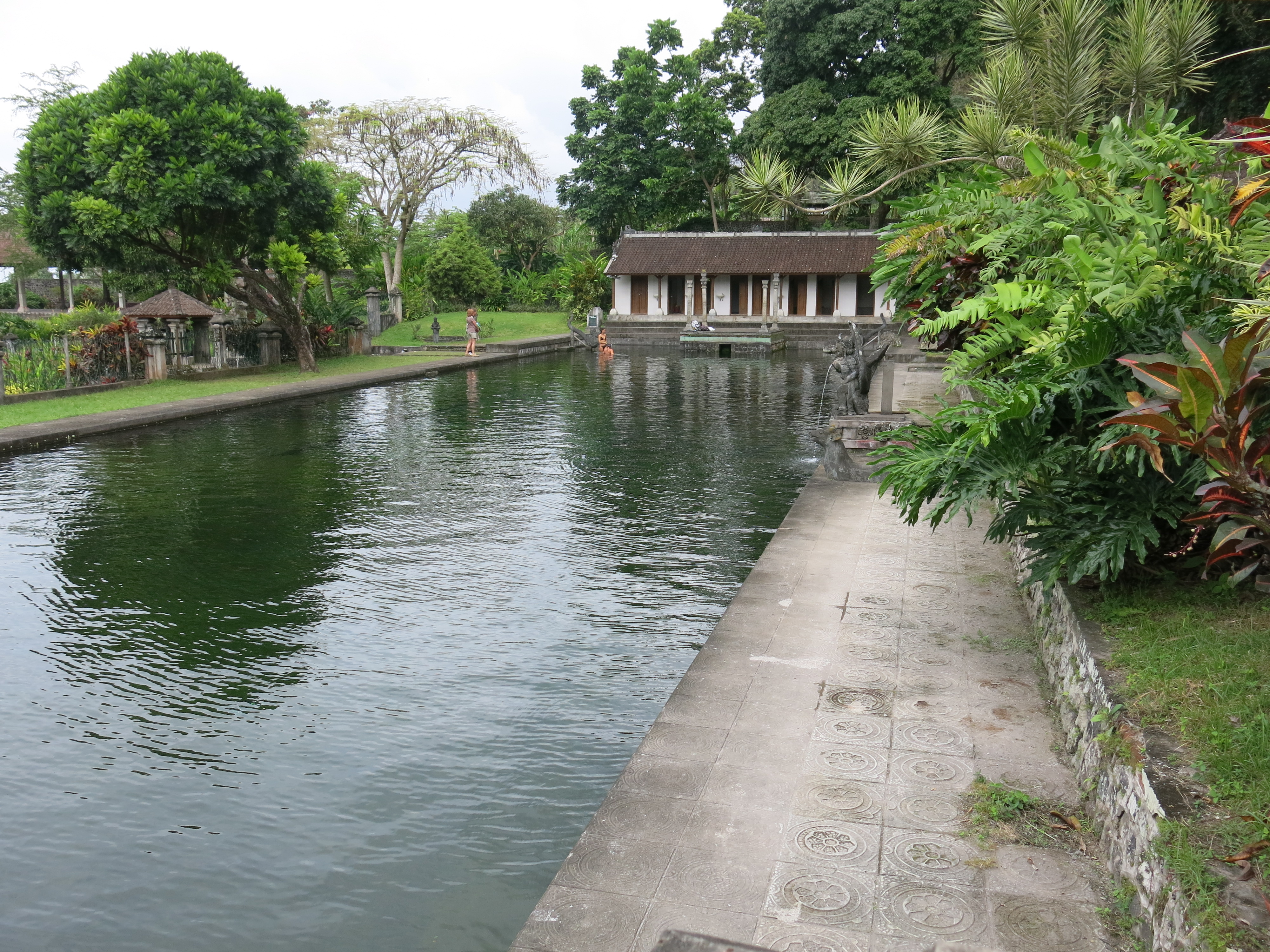
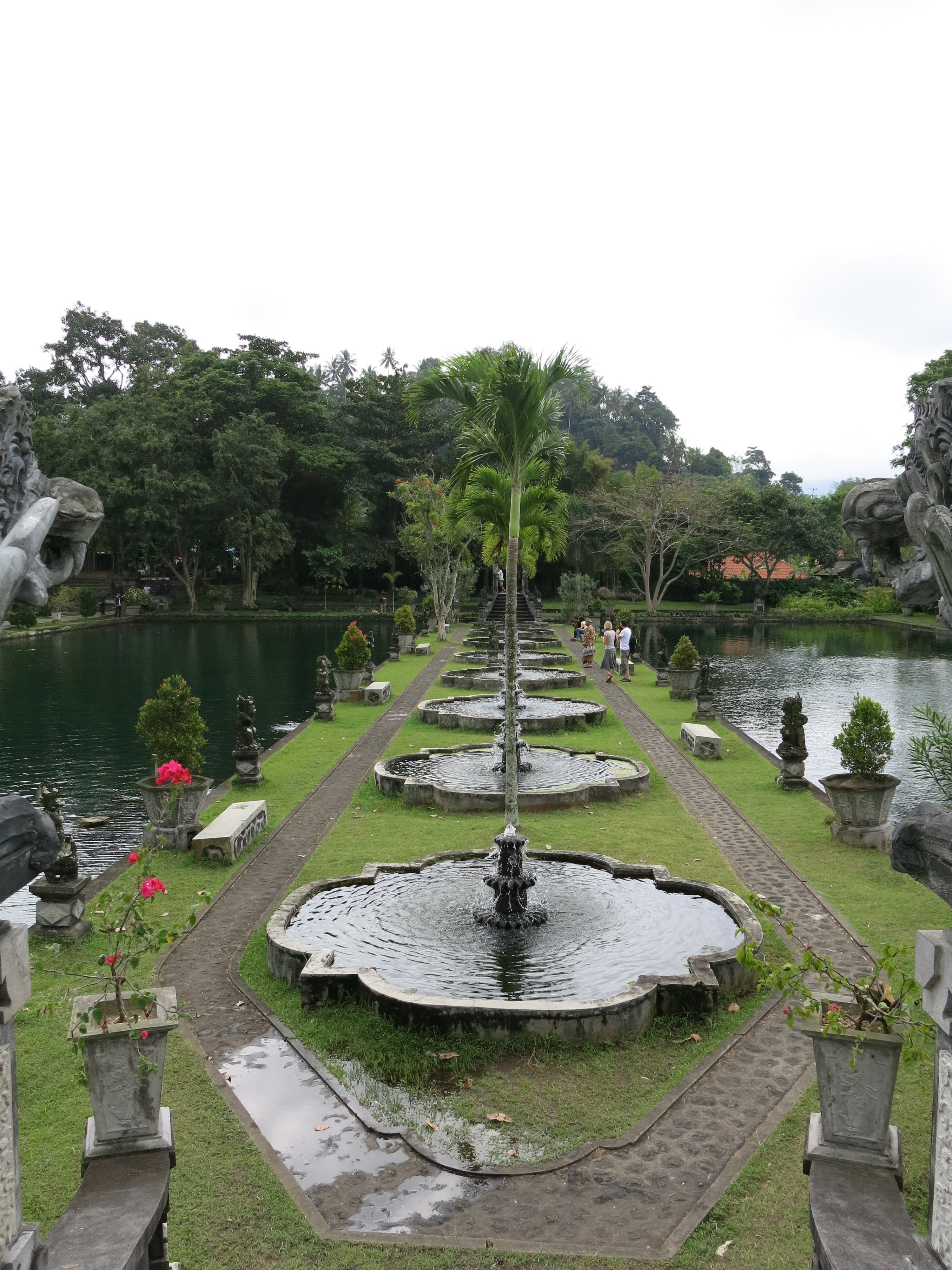
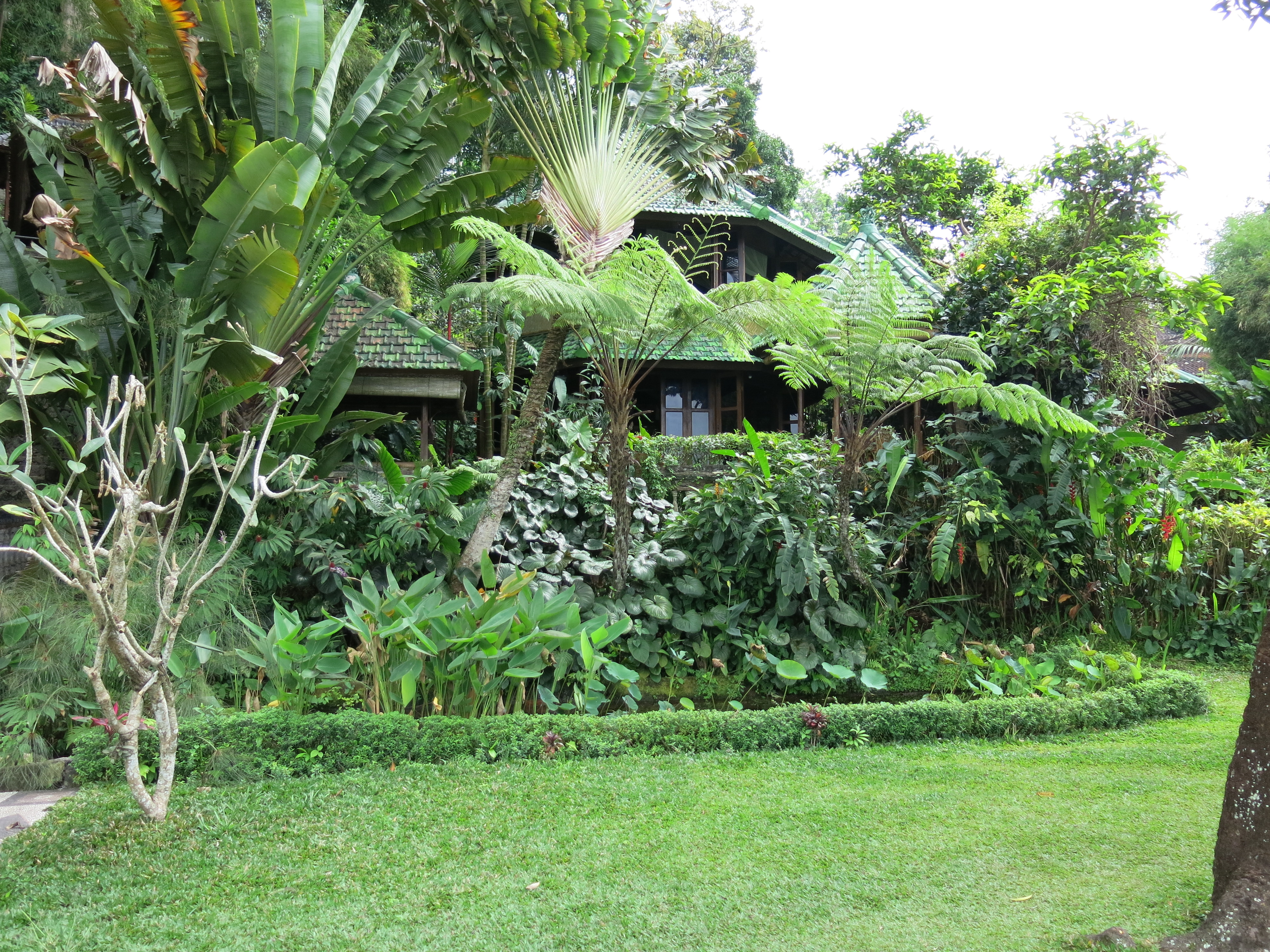
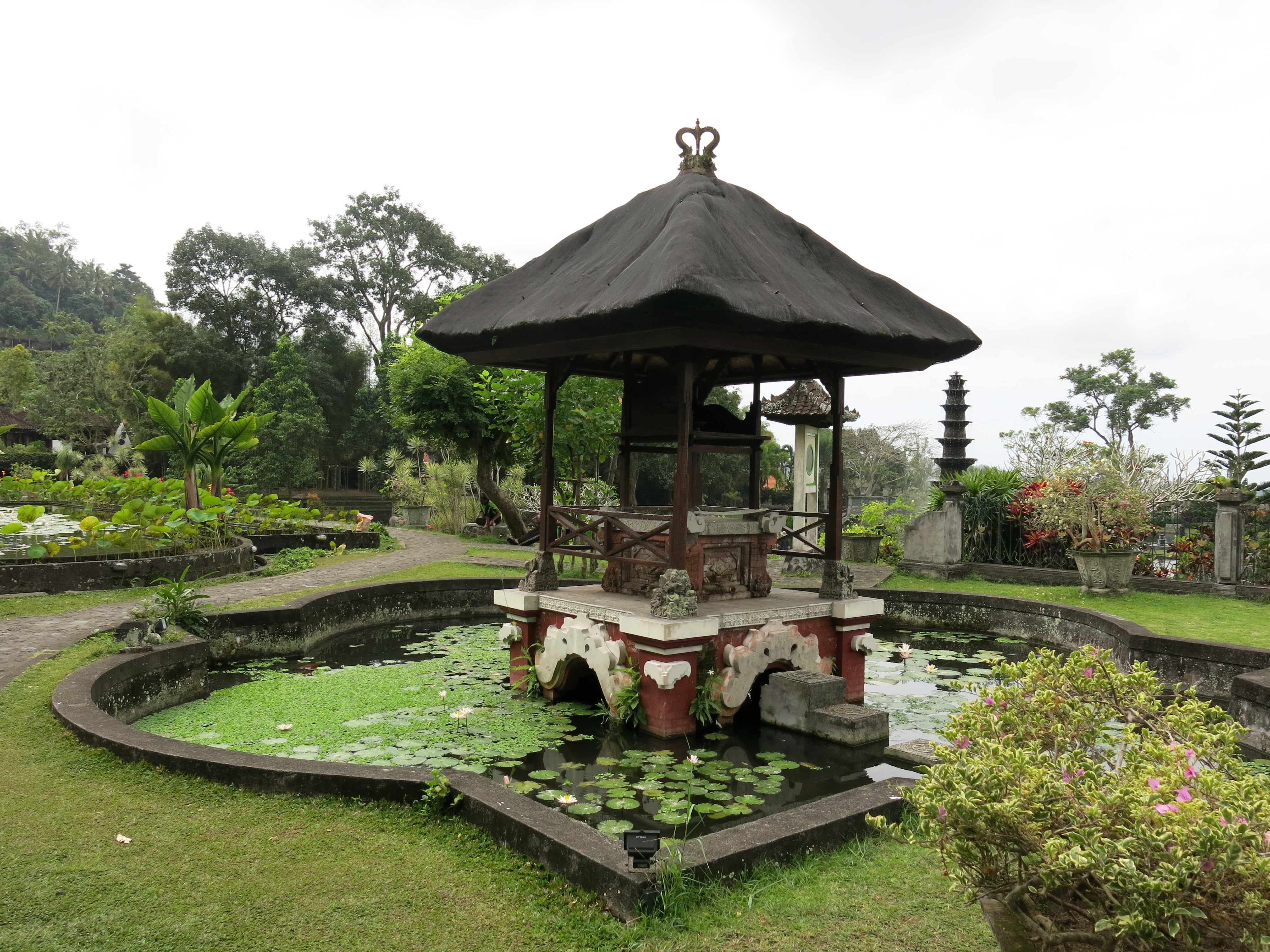
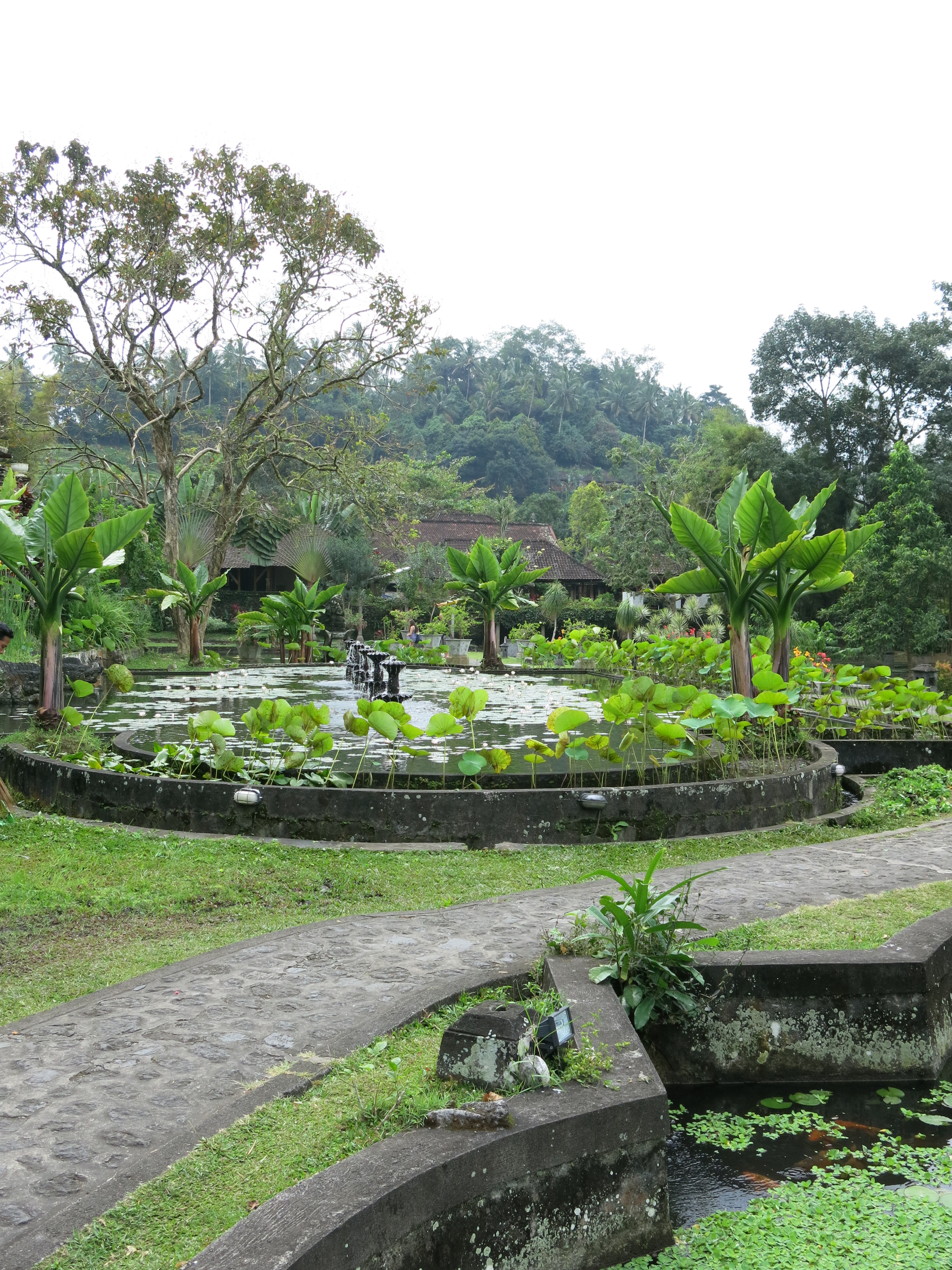
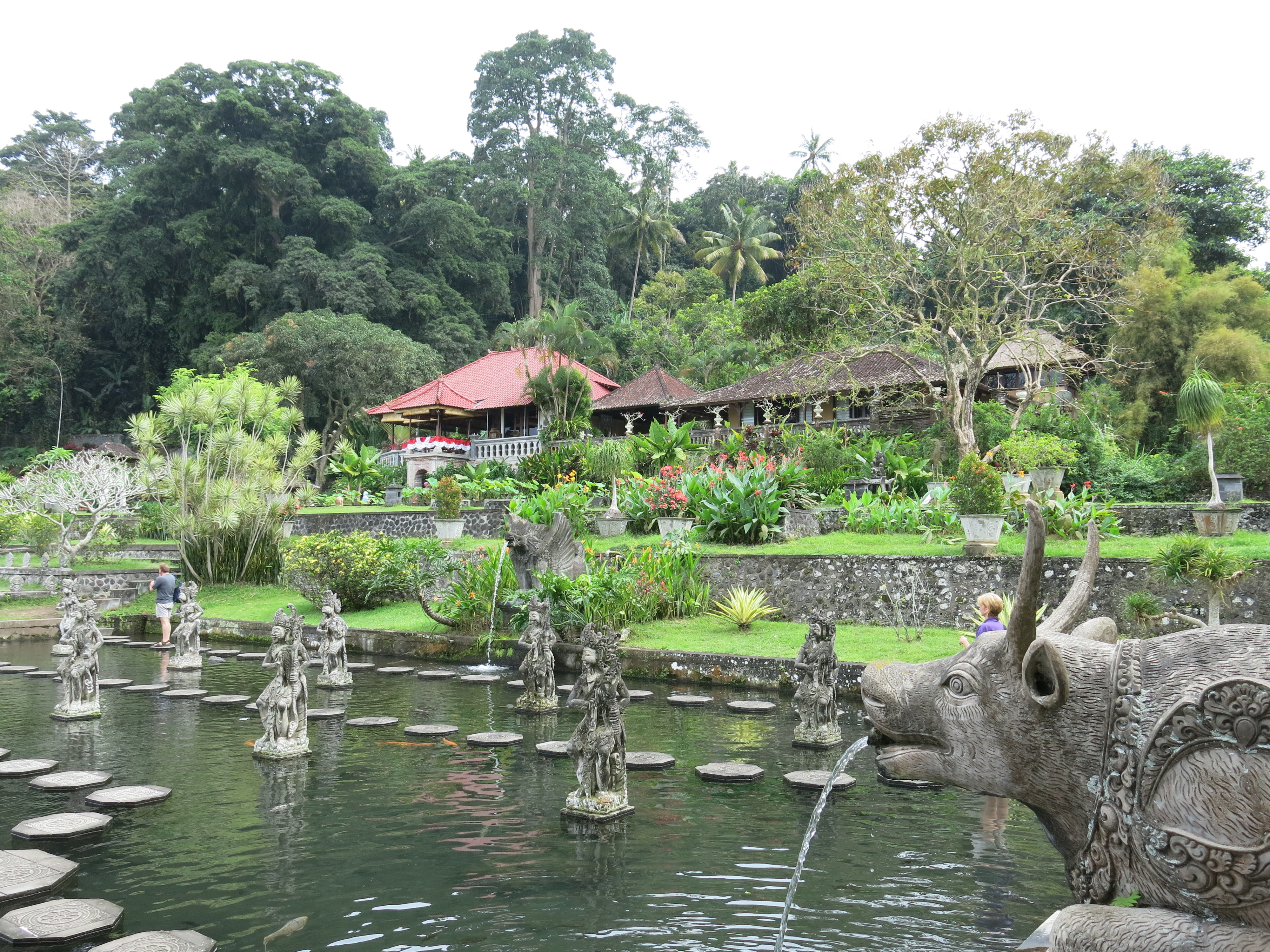
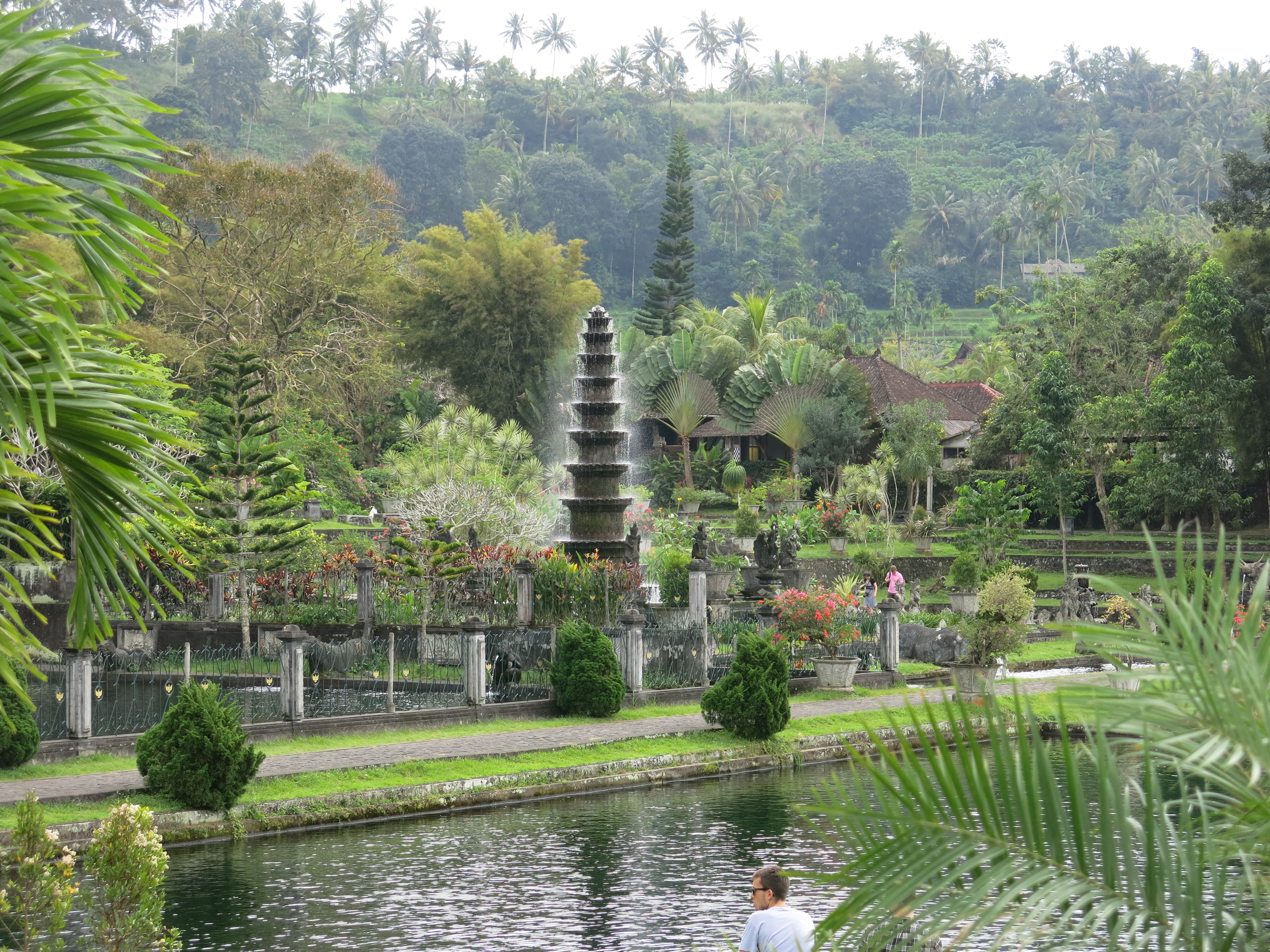
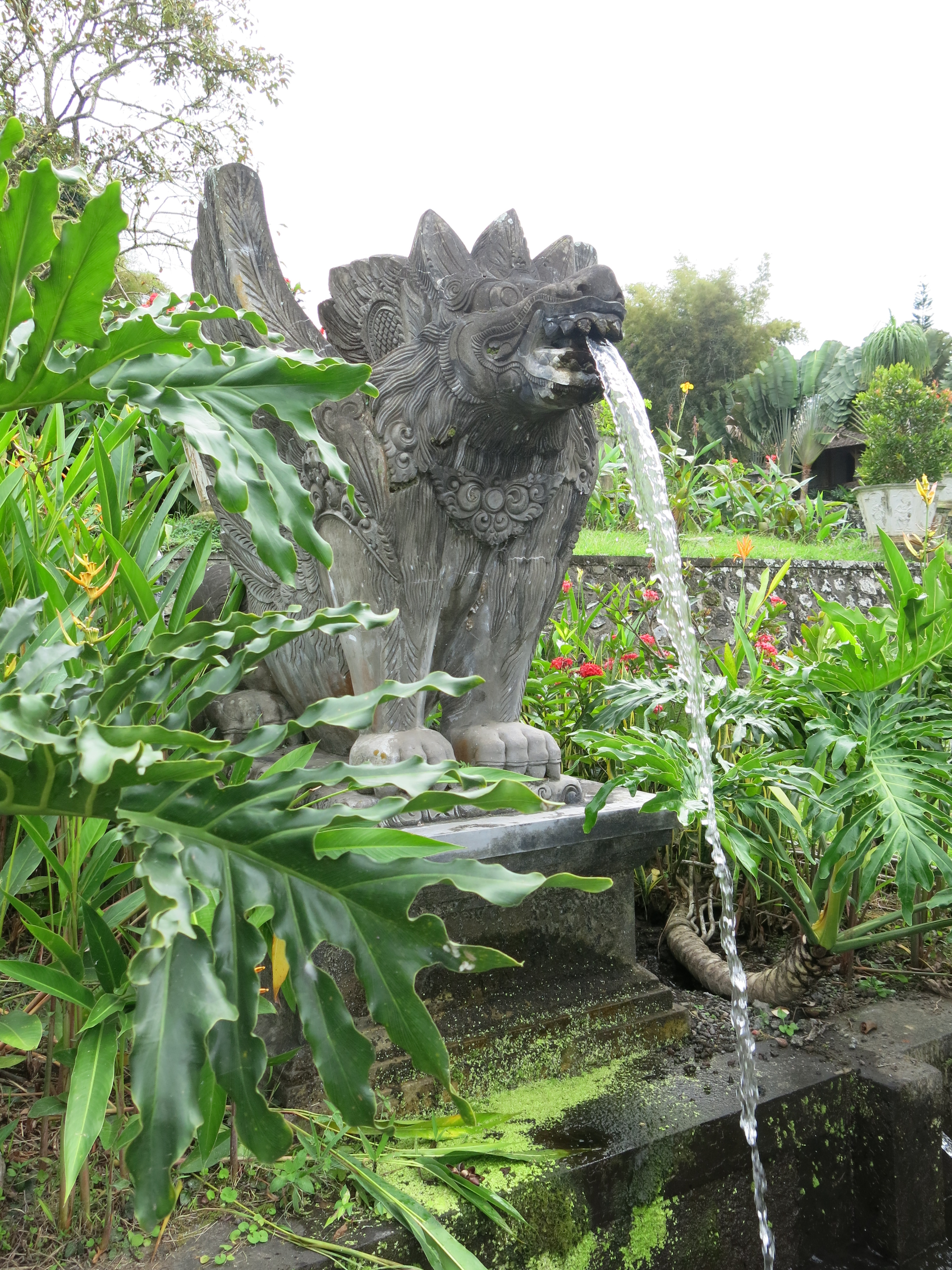
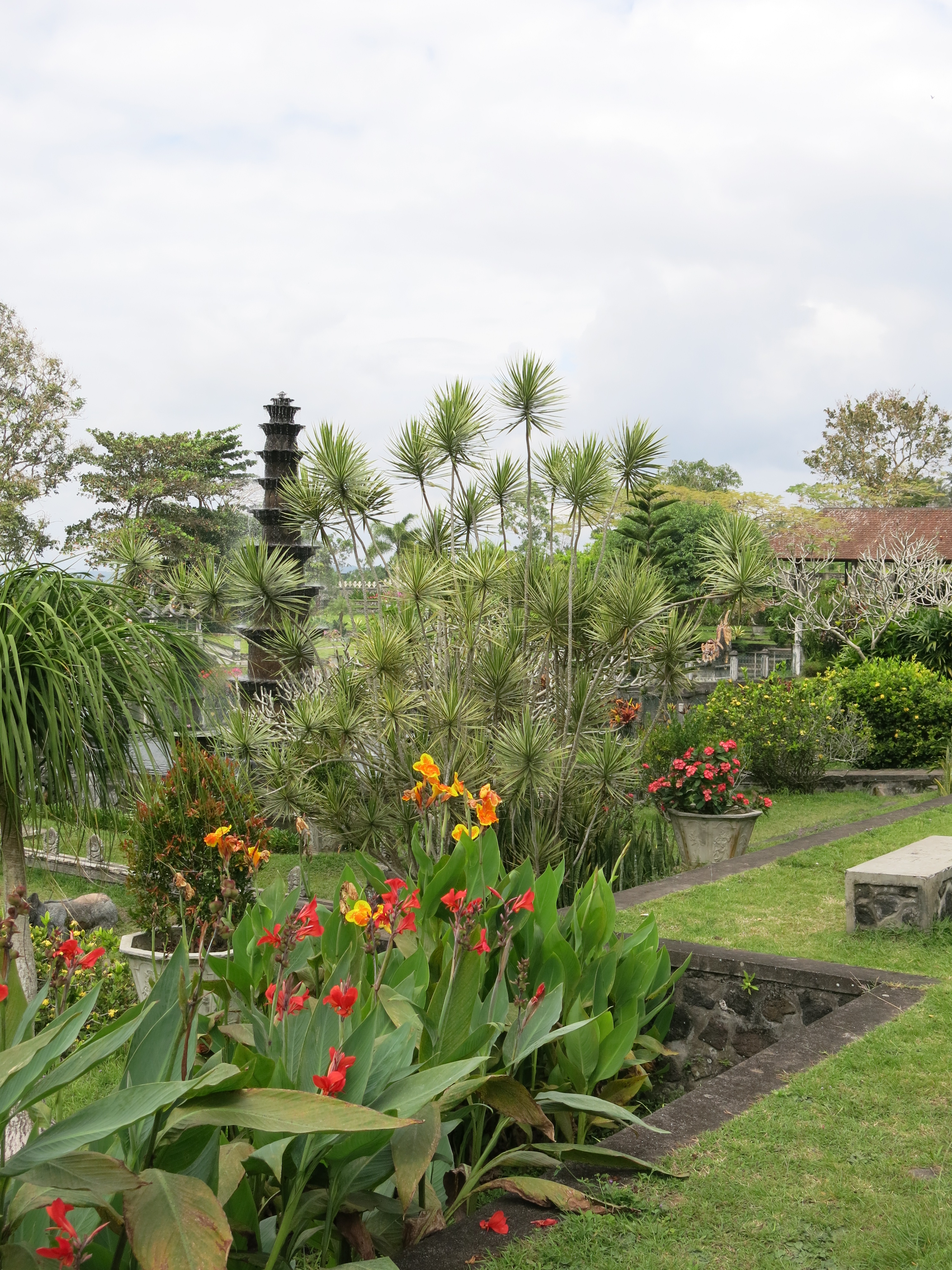

## Sources
: document utilisé comme source pour la rédaction de cet article.
Bali and Lombok:The Rough Guide, Penguin Books, 1996, 220 p.